# Trochodendraceae
Trochodendraceae é o nome botânico de uma família de plantas com flor.
Ao contrário do sistema APG e sistema APG II, o sistema APG III e IV coloca esta família como a única dentro da ordem Trochodendrales.  Também inclui o género Tetracentron, sinominizando Tetracentraceae de maneira total com Trochodenraceae.
O sistema Angiosperm Phylogeny Website aceita a família e coloca-a numa única família com 2 géneros, cada um com uma espécie: Tetracentron sinense e Trochodendron aralioides.
O sistema APG II, de 2003, também reconhece esta família: não está atribuída a nenhuma ordem e é deixada junto às linhagens basais das eudicotiledóneas. Como opção por defeito, o sistema APG (nas duas versões) aceita a família como tendo duas espécies, ambas de porte arbóreo, mas não permite a opção de segregar a família Tetracentraceae, como segregada opcional.
Esta segregação levaria a haver duas famílias, cada uma com uma espécie: Tetracentraceae com Tetracentron sinense e Trochodendraceae com Trochodendron aralioides. Estas duas espécies partilham a característica de possuirem xilema secundário sem vasos condutores, facto rara dentro das angiospérmicas.
O sistema de Cronquist, de 1981, aceitava as duas famílias e colocava-as na ordem Trochodendrales, na subclasse Hamamelidae, na classe Magnoliopsida.
O sistema de Dahlgren faz a mesma opção ao nível da família e da ordem, mas colocava a ordem na superordem Rosanae, na subclasse Magnoliidae.
O sistema de Engler, na sua revisão de 1964, colocava as duas famílias numa ordem relativamente ampla, Magnoliales, na subclasse Archychlamydeae, in classe Dicotyledoneae.
O sistema de Wettstein, revisto pela última vez em 1935, uniu as duas espécies na família Trochodendraceae, que estava colocada na ordem Polycarpicae (predecessora da ordem Magnoliales), na subclasse Choripetalae, na classe Dicotyledones.